# Nephrotoma vana nigrovana
Nephrotoma vana nigrovana is een tweevleugelige uit de familie langpootmuggen (Tipulidae). De soort komt voor in het Palearctisch gebied.